# Paul E. Green
Pour les articles homonymes, voir Green.
Paul E. Green, né le 4 avril 1927 et mort le 21 septembre 2012, est un professeur de marketing et un statisticien américain,,,. Il a été professeur S.S. Kresge de marketing puis professeur émérite à Wharton School (université de Pennsylvanie).

## Biographie
Il est le fondateur de l'analyse conjointe et reconnu comme un des « principaux architectes de la science et de la pratique modernes du marketing », ayant popularisé l'usage de la statistique bayésienne, du positionnement multidimensionnel, du partitionnement de données et de l'analyse des données qualitatives au sein de la discipline du marketing. Il a écrit plus de 16 livres et plus de 200 articles à propos de l'étude de marché. Son article fondateur, Conjoint Analysis in Consumer Research: Issues and Outlook, est cité plus de 750 fois sur l'ISI et quelque 4 000 fois sur Google Scholar.
En 1980, il devient Fellow de la Société américaine de statistique (ASA). En 1996, le Journal of Marketing Research  crée le prix Paul E. Green (Paul E. Green Award), qui récompense le meilleur article de la revue[réf. nécessaire].
Green a reçu plusieurs récompenses, dont le prix Parlin pour l'Avancement de la science en marketing (Parlin Award for Advancement of Science in Marketing) le prix AMA/Irwin de l'enseignant marketing de l'année (AMA/Irwin Marketing Educator of the Year Award), le Prix de l'enseignant marketing exceptionnel (Outstanding Marketing Educator Award) et le Prix-récompense de carrière en recherche marketing (Lifetime Achievement in Marketing Research Award). Il fait aussi l'objet d'une entrée biographique dans la série Legends of Marketing, publiée par SAGE Publications.

## Sélection d'ouvrages
- (en) Paul E. Green, Donald S. Tull et Paul Eliot, Research for Marketing Decisions, N.J., Prentice-Hall, 1975
- (en) James M. Lattin, J. Douglas Carroll et Paul E. Green, Analyzing Multivariate Data, 1978
- (en) Yoram Wind et Paul E. Green, Marketing Research and Modeling: Progress and Prospects (avec un hommage à Paul E. Green), Springer Science and Business Media, 2013